# 51.ª División (Ejército Imperial Japonés)
La 51.ª División  (第51師団 Dai-gojūichi Shidan?) fue una división de infantería del Ejército Imperial Japonés. Su nombre en clave tsūshōgō era División Base (基兵団 Moto Heidan?). Se formó el 10 de julio de 1940 en Utsunomiya, Tochigi, simultáneamente con las divisiones 52.ª, 54.ª, 55.ª, 56.ª y 57.ª. La 51.ª División fue asignada inicialmente al Ejército del Distrito Este y puesto bajo el mando del teniente general Kenichiro Ueno.

## Historia
Para participar en el Ejercicio Especial del Ejército de Kwantung (en realidad una movilización para el posible conflicto a gran escala con la Unión Soviética) el 2 de julio de 1941, el príncipe Yi Un asumió el puesto de comandante de la división, llevándolos a China cuando fueron trasladados al Ejército de Kwantung en agosto de 1941. Sin embargo, los preparativos para la guerra con la Unión Soviética fueron oficialmente cancelados el 9 de agosto de 1941. En septiembre de 1941, la 51.ª División fue transferida a Guangdong bajo el mando del 23.er Ejército. El destacamento Araki de la 51.ª División, que comprendía el 66.º Regimiento de Infantería se utilizó  para los deberes de la retaguardia en la Batalla de Hong Kong. En noviembre de 1941, Yi Un entregó el comando al teniente general Hidemitsu Nakano, que permanecería en el comando de la división hasta después del final de la guerra.
Al año siguiente, en noviembre de 1942, la 51.ª División fue asignada al 18.º Ejército, y fue enviada a Rabaul. En 28 de febrero de 1943, las diferentes partes de la 51.ª División dejaron Rabaul y se dirigieron a Lae en Nueva Guinea. Los aviones aliados interceptaron el convoy el 2 de marzo de 1943; dando resultado la Batalla del Mar de Bismarck, por lo que solamente 1200 tropas de 6900 alcanzaron Lae. Otros 800 soldados del 115.º Regimiento de Infantería fueron rescatados y transportados por los destructores Yukikaze y Asagumo a Finschhafen y se trasladaron a Lae por tierra, mientras que el resto de la 51.ª División llegó a Lae en mayo de 1943 en lanchas de  desembarco siguiendo la costa de Nueva Guinea desde Madang o desde el estrecho de Dampier. La división se concentró eventual en la zona de Salamaua, y participó posteriormente en la campaña de Salamaua-Lae. Los Aliados realizaron un desembarco en Lae sin oposición el 4 de septiembre de 1943, y se ordenó a la 51.ª División reforzar el destacamento Shoge de la 41.ª División. El 8 de septiembre de 1943, Hidemitsu Nakano ordenó una retirada general de Salamaua a Lae debido al inminente cerco de las fuerzas enemigas que avanzaban desde el despliegue de Nadzab tierra adentro.
La retirada a Lae comenzó el 11 de septiembre de 1943 y se completó el 14 de septiembre del mismo año. En ese momento, se recibió una orden para evacuar la costa norte de la península de Huon, por lo que la 51.ª División trató de cruzar la cordillera de Saruwaged, que era casi intransitable. La división perdió todo el equipamiento pesado e incluso una gran fracción de fusiles debido al agotamiento y al hambre, y el pasaje tardó un mes entero en lugar de los diez días esperados. Para entonces, el puerto de evacuación de Finschhafen ya era inutilizable después de desembarcar en Scarlet Beach el 22 de septiembre de 1943. Además, cerca de 800 soldados japonesas perecieron en los accidentes. Las fuerzas aliadas entraron en Lae el 16 de septiembre de 1943, pero exceptuando de un solo contacto con la retaguardia el 13 de septiembre de 1943, no pudieron iniciar una persecución a través del terreno inhóspito en condiciones climáticas espantosas. Debido a la falta de armas y municiones, los supervivientes de la 51.ª División fueron en gran medida excluidos de la campaña de la península de Huon, con solo una compañía dejada atrás del 102.º Regimiento de Infantería que participó en la batalla de Finschhafen. Más tarde, algunas fracciones de la división participaron en la Batalla de Arawe, antes de retirarse masivamente hacia el interior de Nueva Bretaña. Entre 1944 y 1945, el principal desafío de la 51.ª División fue el hambre. Solo 2.754 hombres sobrevivieron hasta la rendición de Japón el 15 de agosto de 1945.